# Ново Село (Селца)
Ново Село је насељено место у саставу општине Селца, на острву Брачу, Сплитско-далматинска жупанија, Република Хрватска.

## Историја
До територијалне реорганизације у Хрватској налазило се у саставу старе општине Брач.

## Становништво
На попису становништва 2011. године, Ново Село је имало 152 становника.
| Број становника по пописима | Број становника по пописима | Број становника по пописима | Број становника по пописима | Број становника по пописима | Број становника по пописима | Број становника по пописима | Број становника по пописима | Број становника по пописима | Број становника по пописима | Број становника по пописима | Број становника по пописима | Број становника по пописима | Број становника по пописима | Број становника по пописима | Број становника по пописима |
| --------------------------- | --------------------------- | --------------------------- | --------------------------- | --------------------------- | --------------------------- | --------------------------- | --------------------------- | --------------------------- | --------------------------- | --------------------------- | --------------------------- | --------------------------- | --------------------------- | --------------------------- | --------------------------- |
| 1857                        | 1869                        | 1880                        | 1890                        | 1900                        | 1910                        | 1921                        | 1931                        | 1948                        | 1953                        | 1961                        | 1971                        | 1981                        | 1991                        | 2001                        | 2011                        |
| 183                         | 209                         | 246                         | 374                         | 451                         | 459                         | 0                           | 283                         | 295                         | 304                         | 290                         | 251                         | 206                         | 205                         | 179                         | 152                         |

Напомена: У 1921. подаци су садржани у насељу Селца.

### Попис1991.
На попису становништва 1991. године, насељено место Ново Село је имало 205 становника, следећег националног састава:
| Попис 1991.‍  | Попис 1991.‍  | Попис 1991.‍ | Попис 1991.‍ | Попис 1991.‍ |
| ------------ | ------------ | ----------- | ----------- | ----------- |
|              |              |             |             |             |
| Хрвати       | Хрвати       |             | 201         | 98,04%      |
| неопредељени | неопредељени |             | 3           | 1,46%       |
| регион. опр. | регион. опр. |             | 1           | 0,48%       |
| укупно: 205  |              |             |             |             |